# Zeche Zweckel
Die Zeche Zweckel war ein Steinkohlen-Bergwerk in Gladbeck, im nördlichsten Ortsteil  Zweckel.

## Geschichte
Der preußische Staat erwarb zu Beginn des 20. Jahrhunderts mehrere große Grubenfelder im Bereich des nördlichen Ruhrgebiets und südlichen Münsterlands. Es wurde die Bergwerks-AG Recklinghausen gegründet, deren Aktienmehrheit in Staatsbesitz war. Diese wurde ab 1905 in Personalunion mit der Hibernia AG geleitet.
1908 erfolgte die Konsolidierung des Steinkohlenbergwerks Zweckel. Man begann in Gelsenkirchen-Scholven mit dem Abteufen der Doppelschachtanlage Berlin und in Zweckel mit dem Abteufen der Doppelschachtanlage Potsdam.
1909 wurden die Fördermaschinen für die Schächte 1 und 2 von der Maschinenfabrik Thyssen & Co. in die fertiggestellte Maschinenhalle eingebaut. Die Maschinenhalle war innen mit Arkaden aus Pfeilern und Bögen, Bändern und Ornamenten ausgemalt, „ein Gesamtkunstwerk von hohem Rang“.
1910 erfolgte die Umbenennung der beiden Schachtanlagen in Scholven und Zweckel, beide gehörten zur staatlichen Berginspektion 5.
Im Jahr 1910 wurde der Förderturm über Schacht 2 errichtet und in Betrieb genommen, beim weiteren Abteufen dieses Schachtes wurde 1911 eine Solequelle angeschlagen. Nachdem der Bergwerksdirektor, Bergassessor Bellmann, das Nutzungsrecht für diese Quelle, die den Namen „Emmyshall“ erhielt, beantragt hatte, wurde das Königliche Solbad Zweckel gebaut. Nachdem die Quelle 1950 versiegt war, wurde das Bad geschlossen.
1927 ging der staatliche Aktienanteil in den Besitz der Hibernia AG über. Die Berginspektion 5 wurde aufgelöst und die Zechen Scholven und Zweckel kurzfristig als Einzelzechen geführt. In dieser Zeit förderte Zweckel ca. 600.000 Tonnen Kohle jährlich.
1928 wurde die Zechen Zweckel und Scholven fördertechnisch vereinigt und die Zeche Zweckel ab 1929 als Außenschachtanlage der Zeche Scholven betrieben.
Zwischen 1944 und 1951 wurde die Förderung von der Zeche Scholven wegen dortiger Kriegsschäden übernommen.

## Heutiger Zustand

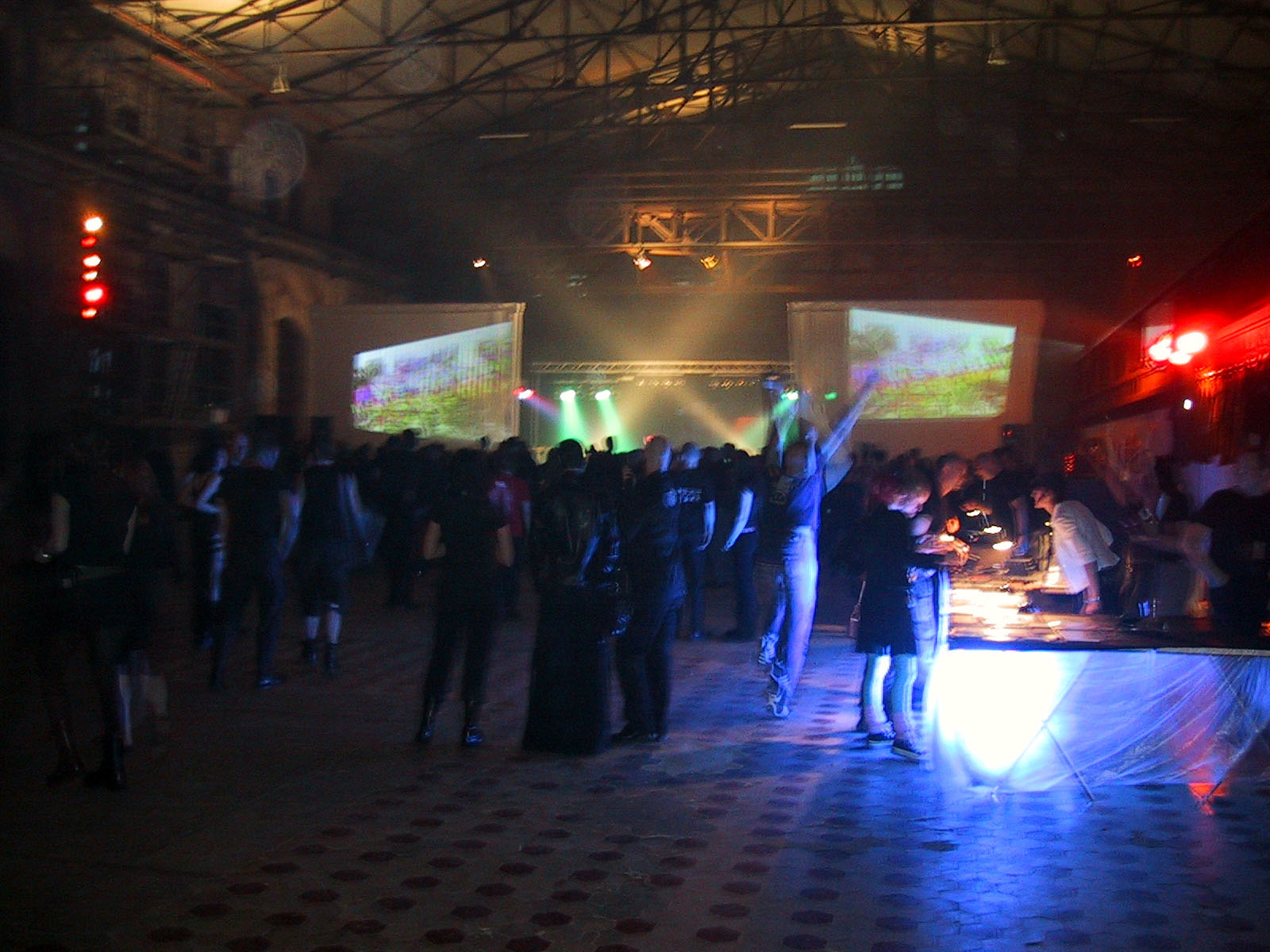
Maschinenhalle beim Festival FORMS OF HANDS 2005

1963 wurde die Steinkohlen-Förderung eingestellt, aber die Bewetterung und Wasserhaltung für benachbarte Zechen aufrechterhalten.
1988 wurde die Anlage als Industriedenkmal unter Denkmalschutz gestellt. Die endgültige Stilllegung und Verfüllung der Schächte erfolgte 1995. Seit 1997 ist die Maschinenhalle der Zeche Zweckel ein Standort der Stiftung Industriedenkmalpflege und Geschichtskultur und ein Veranstaltungsort für Kunst und Kultur in der Stadt Gladbeck, unter anderem für die Ruhrtriennale.

## Anfahrt
Die Maschinenhalle Zweckel liegt an der Frentroper Straße in 45966 Gladbeck.
- ÖPNV: VRR-Linien 188 und 253, Haltestelle Maschinenhalle Zweckel (früher Solbad Zweckel)
- Bundesautobahn 31, Anschlussstellen Gladbeck (41) oder Kirchhellen (40)